# Giro d’Italia 1954
Der 37. Giro d’Italia wurde in 22 Abschnitten und 4337 Kilometern vom 21. Mai bis zum 13. Juni 1954 ausgetragen und vom Schweizer Carlo Clerici gewonnen. Von den 105 gestarteten Fahrern erreichten 67 das Ziel in Mailand. In diesem Giro war die letzte Etappe mit einer Länge über 222 Kilometer (Stand 2008).
Clerici profitierte bei seinem Sieg von einer erfolgreichen Flucht auf der sechsten Etappe, bei dem er genug Vorsprung bekam, um seinen Vorsprung als Nicht-Kletterer bis nach Mailand gegen die Kletterer auf den schweren Etappen zu verteidigen.

## Verlauf
| Etappe | von                      | nach                     | km       | Gewinner            | Maglia rosa      |
| ------ | ------------------------ | ------------------------ | -------- | ------------------- | ---------------- |
| 1      | Palermo                  | Monte Pellegrino         | 36 (MZF) | Bianchi             | Fausto Coppi     |
| 2      | Palermo                  | Taormina                 | 280      | Giuseppe Minardi    | Giuseppe Minardi |
| 3      | Reggio Calabria          | Catanzaro                | 172      | Nino Defilippis     | Giuseppe Minardi |
| 4      | Catanzaro                | Bari                     | 352      | Angelo Conterno     | Giuseppe Minardi |
| 5      | Bari                     | Neapel                   | 279      | Rik Van Steenbergen | Gerrit Voorting  |
| 6      | Neapel                   | L’Aquila                 | 252      | Carlo Clerici       | Carlo Clerici    |
| 7      | L’Aquila                 | Rom                      | 150      | Giorgio Albani      | Carlo Clerici    |
| 8      | Rom                      | Chianciano Terme         | 195      | Giovanni Pettinati  | Carlo Clerici    |
| 9      | Chianciano Terme         | Florenz                  | 180      | Giovanni Corrieri   | Carlo Clerici    |
| 10     | Florenz                  | Cesenatico               | 207      | Bernardo Ruiz       | Carlo Clerici    |
| 11     | Cesenatico               | Abetone                  | 230      | Mauro Gianneschi    | Carlo Clerici    |
| 12     | Abetone                  | Genua                    | 251      | Hilaire Couvreur    | Carlo Clerici    |
| 13     | Genua                    | Turin                    | 211      | Wout Wagtmans       | Carlo Clerici    |
| 14     | Turin                    | Brescia                  | 240      | Annibale Brasola    | Carlo Clerici    |
| 15     | Gardone Riviera          | Riva del Garda           | 42 (EZF) | Hugo Koblet         | Carlo Clerici    |
| 16     | Riva del Garda           | Abano Terme              | 131      | Rik Van Steenbergen | Carlo Clerici    |
| 17     | Abano Terme              | Padua                    | 105      | Rik Van Steenbergen | Carlo Clerici    |
| 18     | Padua                    | Grado                    | 236      | Adolfo Grosso       | Carlo Clerici    |
| 19     | Grado                    | San Martino di Castrozza | 247      | Wout Wagtmans       | Carlo Clerici    |
| 20     | San Martino di Castrozza | Bozen                    | 152      | Fausto Coppi        | Carlo Clerici    |
| 21     | Bozen                    | St. Moritz (SUI)         | 222      | Hugo Koblet         | Carlo Clerici    |
| 22     | St. Moritz               | Mailand                  | 222      | Rik Van Steenbergen | Carlo Clerici    |

## Endstände
| Sieger      | Carlo Clerici       | 129:13:07 h |
| Zweiter     | Hugo Koblet         | + 24:16 min |
| Dritter     | Nino Assirelli      | + 26:28 min |
| Vierter     | Fausto Coppi        | + 31:17 min |
| Fünfter     | Giancarlo Astrua    | + 33:09 min |
| Sechster    | Fiorenzo Magni      | + 34:01 min |
| Siebter     | Gerrit Voorting     | + 35:05 min |
| Achter      | Pasquale Fornara    | + 36:21 min |
| Neunter     | Fritz Schär         | + 40:51 min |
| Zehnter     | Angelo Conterno     | + 41:07 min |
| Bergwertung | Fausto Coppi        |             |
| Zweiter     | Giancarlo Astrua    |             |
| Dritter     | Primo Volpi         |             |
| Teamwertung | Girardengo-Eldorado |             |